# Cerro de la Silla
El Cerro de la Silla(Montaña de la silla)  es una montaña que forma parte del sistema de estribaciones de la Sierra Madre Oriental. Este se encuentra abarcando partes territoriales de los municipios de Guadalupe (31.62%), Monterrey (13.23%) y Juárez (55.15%), en el estado de Nuevo León, y constituye un ícono de la ciudad de Monterrey y un símbolo para los regiomontanos. Cuenta con cuatro cumbres principales:
- Pico Antena; la ruta más frecuentada y en la cumbre se encuentra la antena de Televisa Monterrey.
- Pico Norte; el de mayor altitud con 1,821 m, cuenta en la cumbre con un pararrayos para evitar incendios.
- Pico Sur; la ruta de más riesgo.
- Loma de La Virgen, la elevación de menor altitud se encuentra al costado del Pico Sur.

Fue nombrado así por Alberto del Canto debido a su semejanza con la silla ecuestre. Alberto del Canto fue un explorador portugués, yerno de don Diego de Montemayor y fundador de varias ciudades, entre ellas Saltillo.
El Cerro de la Silla fue decretado como Área Natural Protegida, con la categoría de Monumento natural, el 26 de abril de 1991, mediante un decreto presidencial, publicado en el Diario Oficial de la Federación el día 25 del mismo mes y año.
La superficie del área protegida es aproximadamente de 6,039 hectáreas y constituye ecosistemas que contienen tipos de vegetación como Bosque de encinos y Matorral Submontano, así como Bosque de galería y Chaparral de encinos. La fauna que habita este monumento natural es propia de la Región Biogeográfica Neártica, aunque recibe la influencia de la Región Neotropical, por su cercanía con el sistema montañoso de la Sierra Madre Oriental. Entre los elementos representativos de la fauna se tiene oso negro, Ursus americanus eremicus, gato montés Linx rufus texensis, Jaguarundi Herpailurus yaguaroundi, venado cola blanca Odocoileus virginanus miquihuanensis, puma Puma concolor, entre otros. (Para una referencia más amplia al respecto se puede consultar el Programa de Manejo del Monumento natural El Cerro de la Silla, publicado por la Secretaría de Medio Ambiente y Recursos Naturales, Comisión Nacional de Áreas Naturales Protegidas, del gobierno de México, 6 de enero de 2014).
La conservación del Monumento natural Cerro de la Silla es de importancia trascendental para el área metropolitana de Monterrey, pues constituye un patrimonio natural con una importante función socioeconómica que incluye la preservación de recursos como el agua, el aire, el suelo, la flora y la fauna; elementos que representan servicios ambientales para la Ciudad de Monterrey.
Algunas otras montañas o elevaciones de la zona son: el Cerro de las Mitras, la Sierra Madre Oriental, el Cerro de Chipinque (con la famosa figura en forma de "M"), el Cerro del Topo Chico, Cerro del Obispado, Cerro de la Loma Larga y La Huasteca.
El Cerro de la Silla es el ícono más importante e imponente de la ciudad de Monterrey.

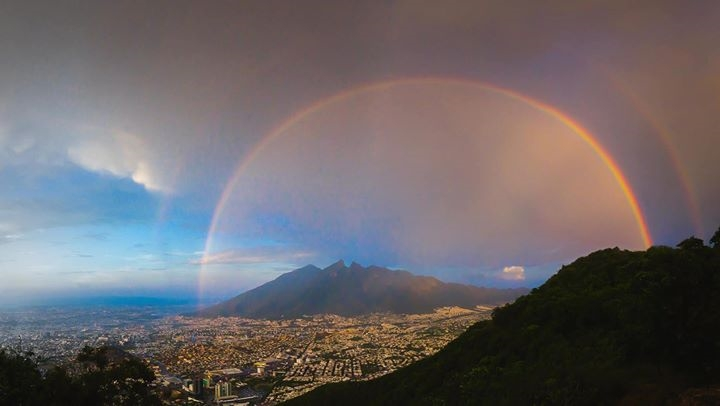
Arcoíris sobre el Cerro de la Silla desde el Parque Ecológico Chipinque

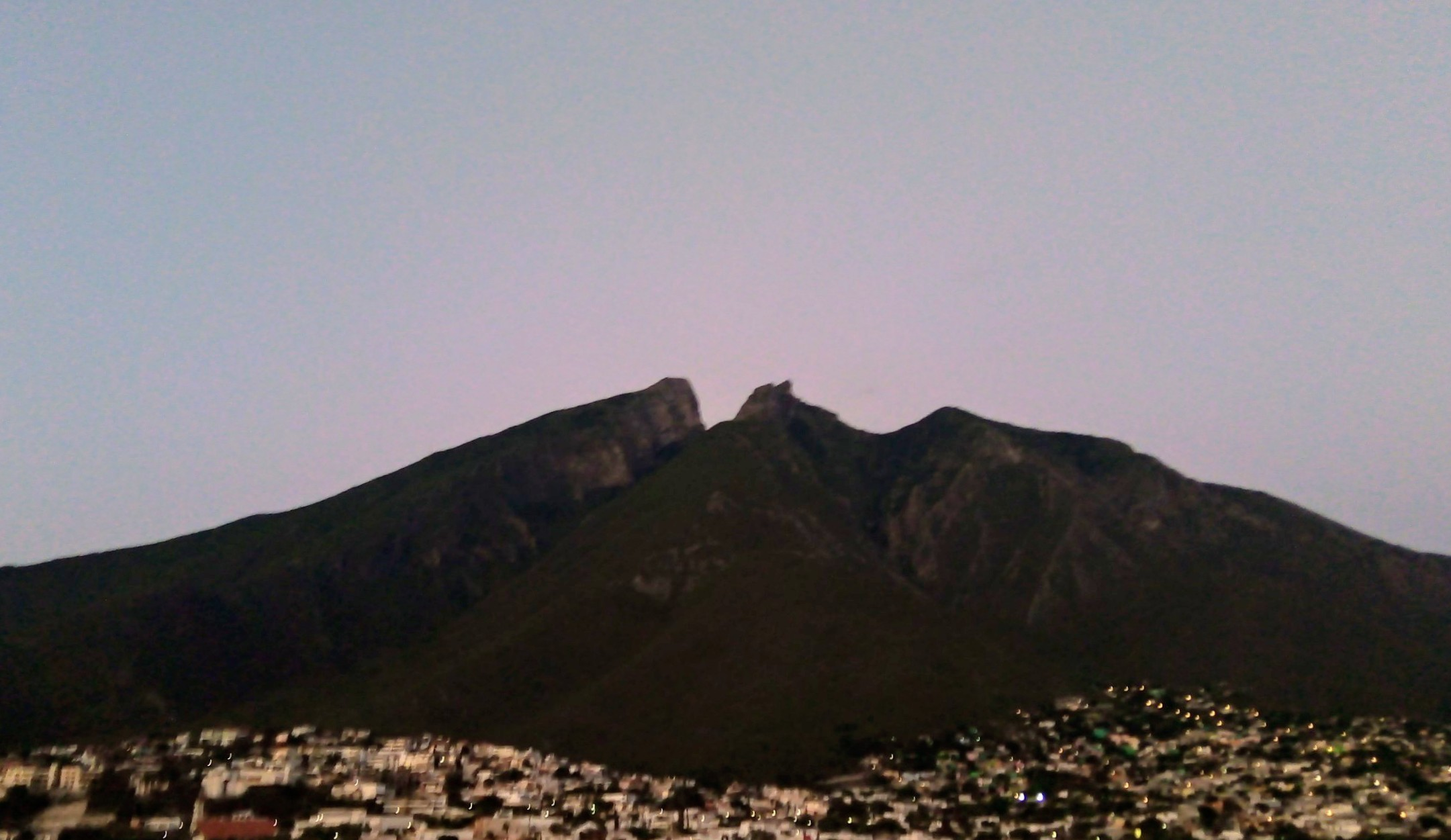
Cerro de la Silla.

## Características

### Topografía
El área natural Sierra "Cerro de la Silla" es de aproximadamente 43 km y 7 km de anchura en sus partes más amplias.
El área de elevaciones va de los 450 m s. n. m. en las zonas más bajas, situadas en el cañón de la Boca, hasta los 1350 m s. n. m. en las partes más altas de la sierra. Las pendientes son muy variables, desde los 0% a 1% en el extremo del área metropolitana, hasta más de 124%.

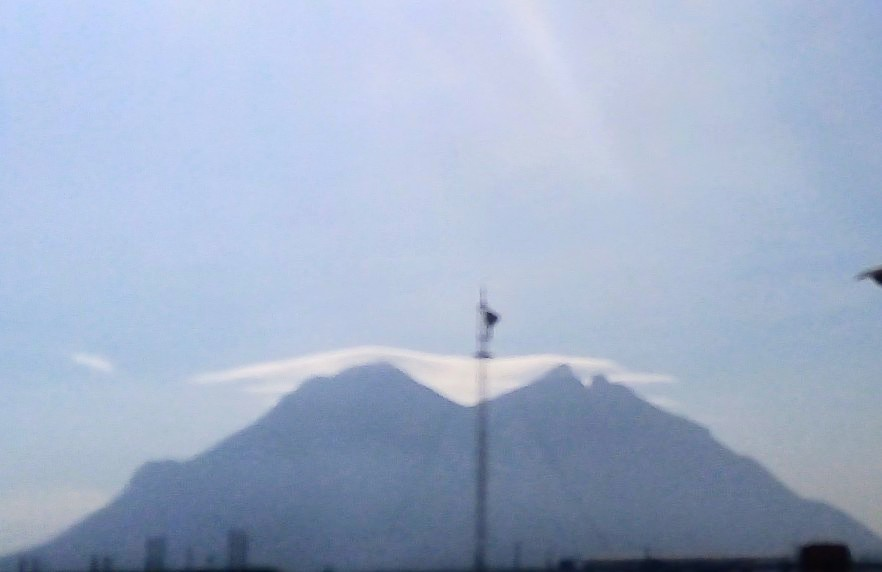
Nube lenticular sobre Cerro de la Silla.

### Geología
El Cerro de la Silla forma parte de la Sierra Madre Oriental y de la Planicie Costera del Golfo Norte. Esta en la parte suroccidental de la sierra madre, donde se afloran rocas sedimentarias plegadas, representadas por calizas y lutitas del cretácico.

### Edafología
Los suelos del área natural, destacan los litosoles, regosol catcarico, rendzinas, y fluviosoles. La mayor parte de los suelos son delgados y de texturas gruesas, o con subsuelos duros y poco permeables, presenta una morfología de perfiles variada.

### Clima
El clima es templado, semicálido y subhúmedo en distintas partes, con lluvias de verano de 700 y 900 m de precipitación promedio, y 125 a 200 m en otoño-invierno.
El área se encuentra dentro de una zona subtropical de alta presión, aunado a su altitud sobre el mar, que influyen en el clima por las masas de aire marino.

### Hidrología
Forma parte de la región hidrológica del "Río Bravo" que recubre 39,000 kilómetros cuadrados, e incluye a corrientes importantes como el Río Bravo, Río San Juan, Río Pesquería, entre otros. Los principales arroyos tributarios del Río La Silla son El Calabozo, La Virgen, y Elizondo. Aguas abajo el Río La Silla, se une al Río Santa Catarina.

### Características Biológicas
De acuerdo al Sistema Nacional de Información sobre Biodiversidad de la Comisión Nacional para el Conocimiento y Uso de la Biodiversidad (CONABIO) en el Monumento Natural Cerro de la Silla habitan más de 1,025 especies de plantas y animales de las cuales 18 se encuentra dentro de alguna categoría de riesgo de la Norma Oficial Mexicana NOM-059  y 28 son exóticas.,
Constituye tipos de vegetación como Bosque de encinos y Matorral Submontano, así como Bosque de galería y Chaparral de encinos. La fauna que habita este monumento natural es propia de la Región Biogeográfica Neártica, aunque recibe la influencia de la Región Neotropical, por su cercanía con el sistema montañoso de la Sierra Madre Oriental. Entre los elementos representativos de la fauna se tiene oso negro, Ursus americanus eremicus, gato montés Linx rufus texensis, Jaguarundi Herpailurus yaguaroundi, venado cola blanca Odocoileus virginanus miquihuanensis, puma Puma concolor, entre otros.

### Características Sociales
El ANP Cerro de la Silla recorre paralelo a la carretera nacional, que va de Monterrey, a Ciudad Victoria, un tramo que desarrolla turismo en masa.
La atracción principal de la zona de influencia es la presa Rodrigo Gómez (La Boca) donde se establecen servicios como restaurantes, renta de caballos y lanchas. Pasando por la cortina de la presa, en la carretera que lleva a Cadereyta Jiménez, se encuentra la cueva La Boca, conocida como "La cueva de los murciélagos". Era utilizada como mina de fosforita y alberga más de seis especies de murciélagos.

## Historia

### Antigüedad
En el Monumento natural El Cerro de la Silla, así como en su zona de influencia no se tienen registros de actividades ligadas a ritos ceremoniales o costumbres de alguna clase. Aunque los primeros pobladores de la región llegaron en el año 1500 d. C. y en la sierra existen pinturas rupestres, que son evidencia de las tribus nómadas ("rayados" o "chichimecas") que antiguamente habitaban las zonas.

### Contexto histórico del nombre "Cerro de la Silla"
Según la tradición, el personaje histórico que puso el nombre de Cerro de la Silla fue Alberto del Canto, uno de los primeros exploradores del actual territorio de Nuevo León.
Alberto del Canto (1547-1611) fue un noble novohispano de origen portugués que exploró el norte de México y fundó la ciudad de Saltillo, la capital del estado de Coahuila. Del Canto frecuentaba Monterrey, ya que era casado con una hija de Diego de Montemayor, fundador de la ciudad, y estando en la actual capital regiomontana le pareció que su montaña cercana tenía perfil de silla ecuestre, quedando esta bautizada como Cerro de la Silla.
Otro personaje ligado a la historia del lugar es Agapito Treviño. Una leyenda popular afirma que el célebre bandolero al que apodaban Caballo Blanco porque montaba un caballo de ese color, escondió su botín en una cueva del Cerro de la Silla.

### Teleférico antiguo
Entre finales de los años 1950 y principios de los 60 se desarrolló en Monterrey el proyecto de instalación de un teleférico en el Cerro de la Silla.
El 2 de junio de 1961, durante el viaje inaugural, una de las góndolas se desplomó falleciendo varias personas, entre ellos el ingeniero Jesús Fernández, su creador, y otros ingenieros a cargo de la obra. Los pasajeros nacionales y extranjeros de las demás góndolas pudieron ser rescatados.
A raíz del accidente, el teleférico fue abandonado, aunque se ha conservado una plataforma que constituye uno de los miradores en el trayecto de ascenso de la montaña.

### Protección del área
El 25 de abril de 1991, conforme a lo establecido en la Ley General de Equilibrio Ecológico y Protección del Medio Ambiente, el Cerro de la Silla fue designado como monumento natural. El Cerro de la Silla fue la primera área natural protegida en adquirir esa categoría. Esto ha ayudado a preservar los ecosistemas esenciales, la diversidad genética y los recursos naturales del lugar. Al respecto, cabe señalar que Semarnat es la encargada de autorizar, por conducto de la Comisión Nacional de Áreas Naturales Protegidas (Conanp), las actividades turístico-recreativas y comerciales, así como las filmaciones que pueden llevarse a cabo en ese sitio.
En 2014, la Secretaría de Medio Ambiente y Recursos Naturales (Semarnat) publicó el programa de trabajo “Monumento Natural el Cerro de la Silla”. Se trata de un material elaborado a partir de acuerdos celebrados entre los gobiernos federal, estatal y municipal, junto con organizaciones no gubernamentales, universidades y otros actores.

## Turismo
Rutas de Senderismo

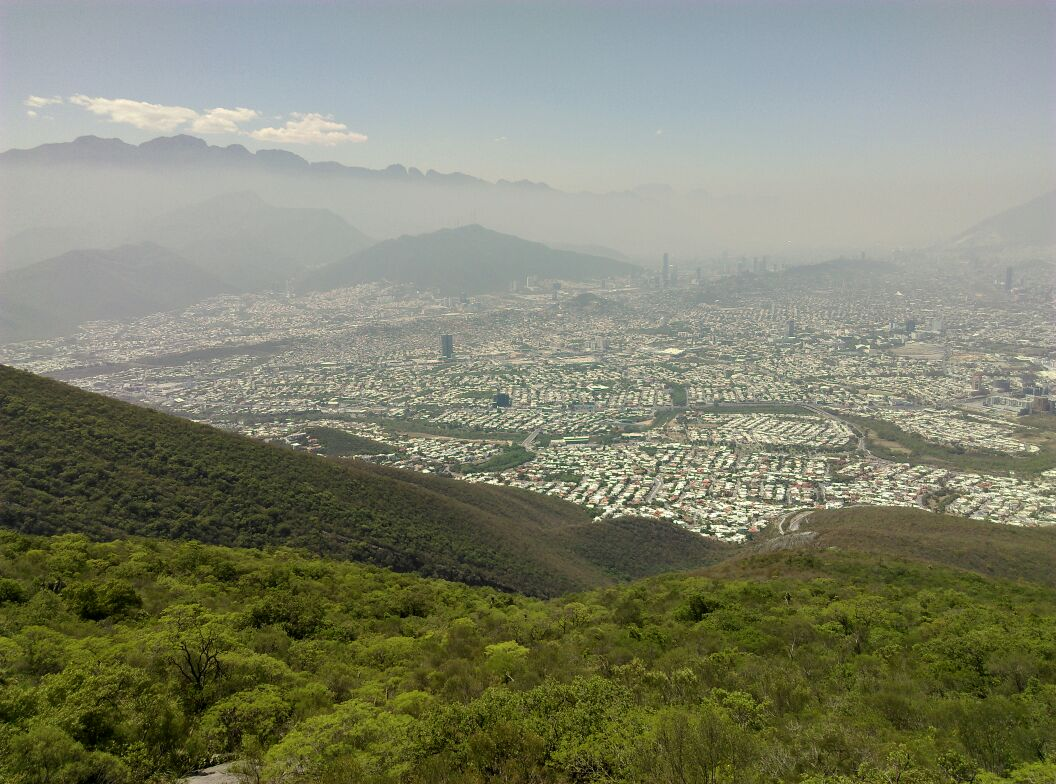
Plataforma del Antiguo Teleférico en el Cerro de la Silla.

Existen cuatro rutas principales que llevan a las cumbres:
- Camino a la Antena.
- Paso de los Elefantes.
- Ruta MG (Miguel González).
- San Ángel.

El sendero más concurrido comienza en las faldas del cerro, cerca de la colonia Bosques de la Pastora 2.º Sector en Guadalupe. El recorrido se realiza bajo su propio riesgo, aun así, personal de Protección Civil de Guadalupe cuida los senderos por si llegase ocurrir algún accidente. El destino principal es la antigua estructura del teleférico situado a 2.6 km desde el inicio, pero además existen pequeños paraderos donde se puede descansar sentado en rocas bajo la sombra de los árboles; uno de los paraderos es una Virgen de Guadalupe situada a 700 metros del inicio, después, está la roca de los diez mandamientos 200 metros más adelante de la Virgen.
Pasada la plataforma, 200 metros adelante se encuentra una pequeña cueva con escaleras para ser accesada y el Cristo crucificado con vista hacia el norte de la ciudad, siendo estos dos los últimos paraderos antes de llegar a la antena en la cima del cerro. En total son 6 kilómetros tan solo de subida y otros 6 km de regreso.
También hay una desviación, que va hacia el Pico Norte, pasando el Cristo y la cueva, esta ruta lleva el nombre de Paso de los Elefantes. Es de vegetación frondosa y camino estrecho, con algunos barrancos y desniveles, se pueden encontrar algunos tipos de cuarzo visibles en el suelo, las señales son algunas rocas pintadas, listones rojos y letreros. Se puede subir o bajar también por la ruta directa (Ruta MG) que llega a la calle Homero o la calle Greco de la colonia "Contry la Silla" 60 y 80 sector, respectivamente. Es necesario llevar guantes y zapatos para trail running para evitar accidentes causados por la piedra caliza y caminos estrechos.
Existe una forma de pasar por los cuatro picos de norte a sur consecutivamente, empezando por el camino a la antena, pasando por el teleférico, la cueva, el Cristo, hasta llegar a la antena. De ahí se baja por la cresta hasta bajar a la "V" o "Puerto del Oso" que se forma entre los dos picos, se continúa subiendo hasta el Pico Norte en 30 minutos aproximadamente. Después hay que regresar al Puerto del Oso para ahora tomar la ruta "Marcial" que cruza por detrás de la montaña, para rodear el Pico Norte, luego de esto comienza la escalada apoyada por algunas cuerdas. Se llega al "Paso de los Arrepentidos" después se escala hasta llegar a la cumbre del Pico Sur. Se vuelve a bajar por el Paso de los Arrepentidos para ir directo a la Loma de La Virgen, que es la más rápida. Por último se baja por la ruta San Ángel, y finaliza por la colonia del mismo nombre.
A los costados y faldas del Cerro de la Silla se encuentran algunos picos y paraderos secundarios que no forman parte de las rutas tradicionales, del lado este está el pico el Chipote cerca de las cascadas en Guadalupe, el pico Las Rodillas una estructura de aspecto puntiagudo que se puede apreciar desde algunos puntos de la ciudad, El Derrumbe, un pequeño acantilado de un terreno cerca de El Chipote, El Estribo al sur de El Chipote.
También los parques y reservas naturales circundan el cerro, al este se ubican las cascadas De Guadalupe, Av. México, La Silla. Más al sur en la colonia Santa Mónica, el parque Charco Azul, al suroeste se encuentra la presa Rodrigo Gómez o también llamada Presa de la boca, un lugar muy visitado donde se realizan distintas actividades.

## Galería de imágenes

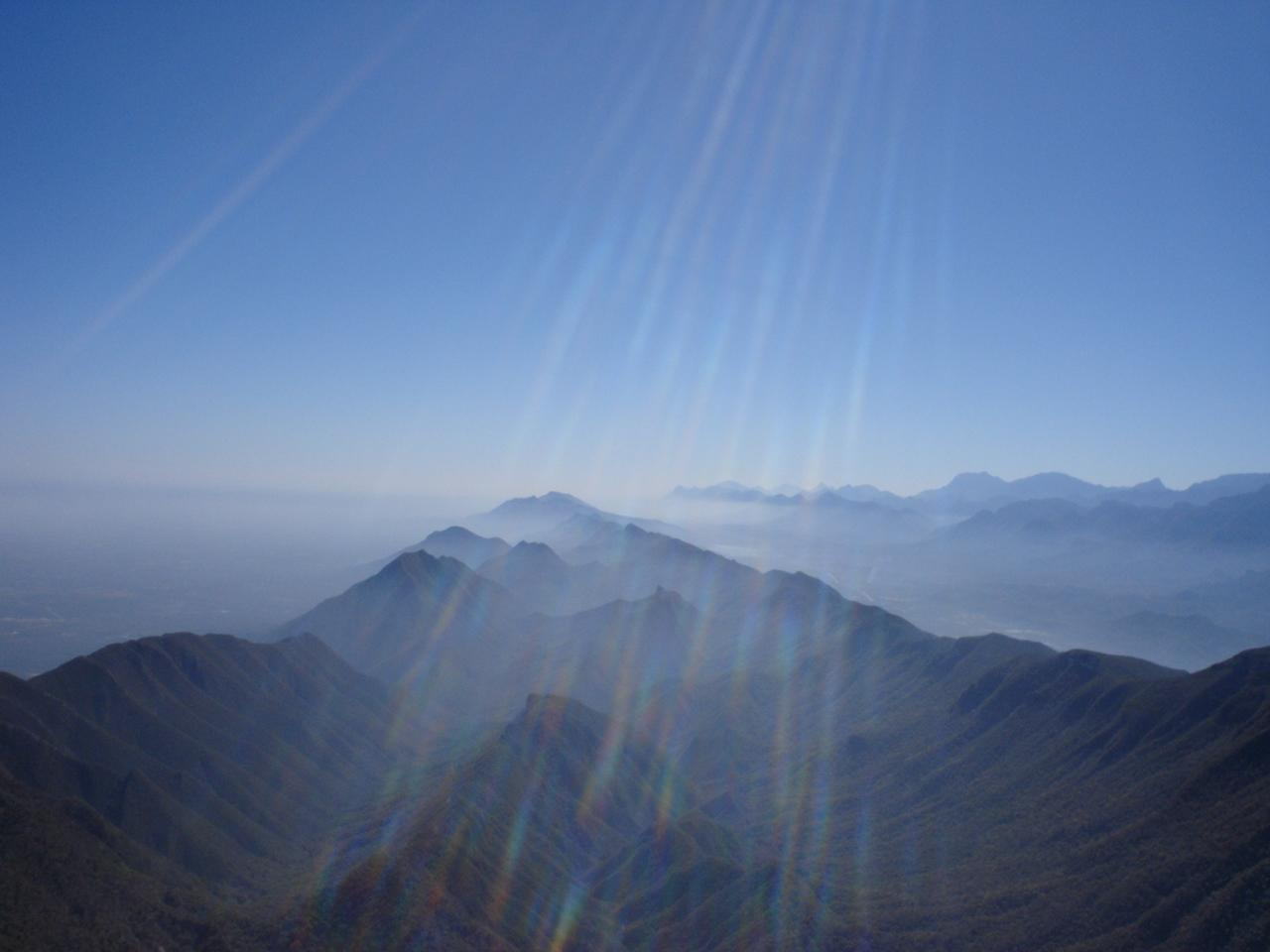
Desde el Cerro de la Silla.
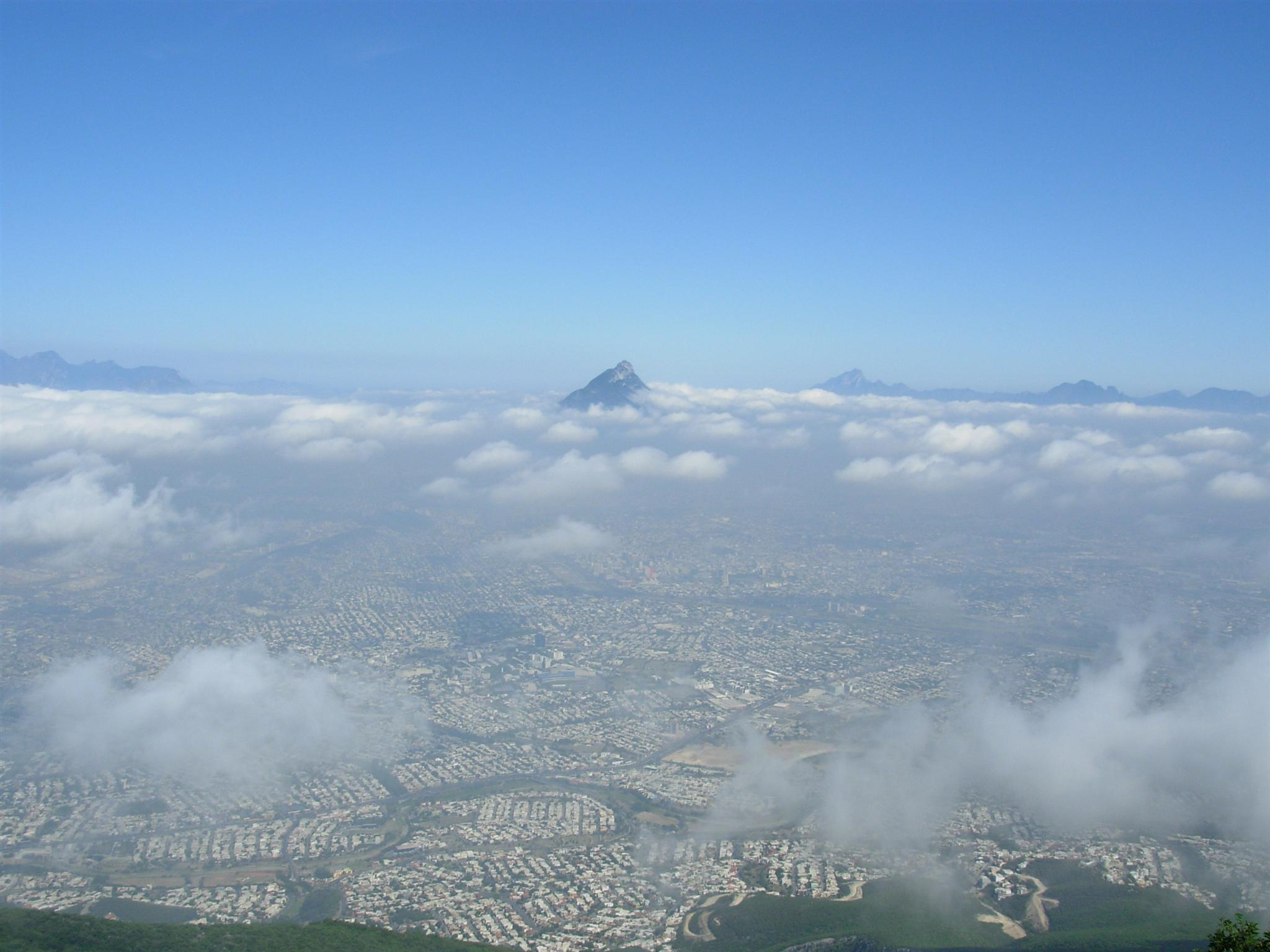
Monterrey desde el Cerro de la Silla.
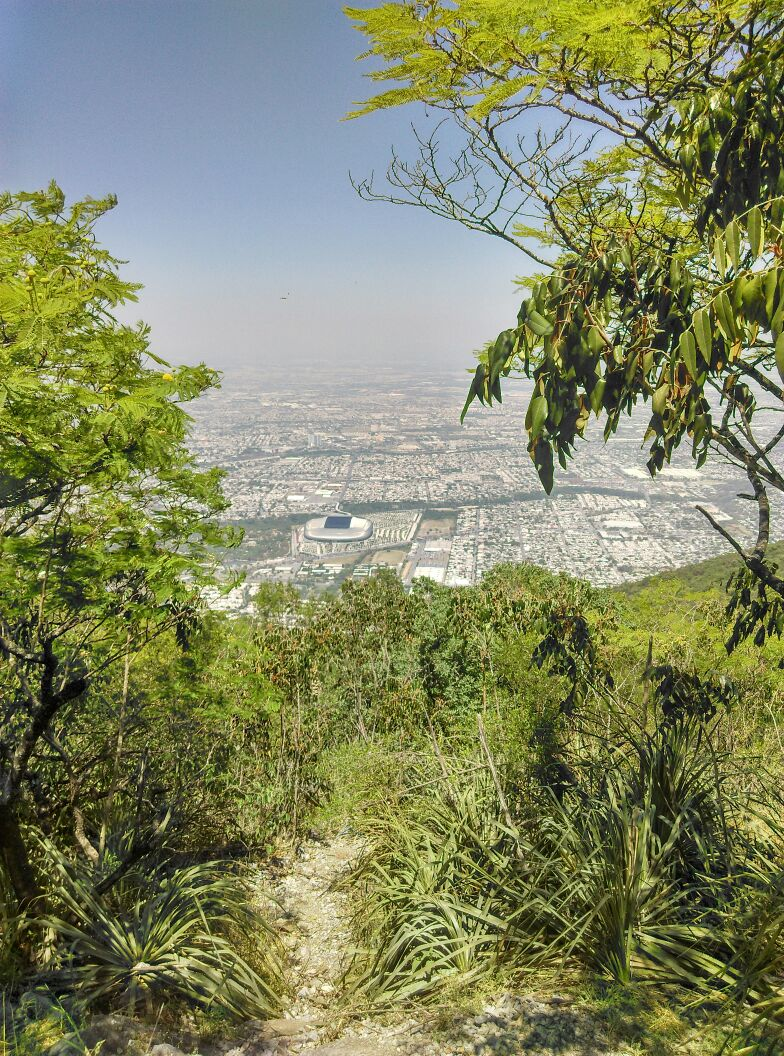
Sendero en el Cerro de la Silla I.
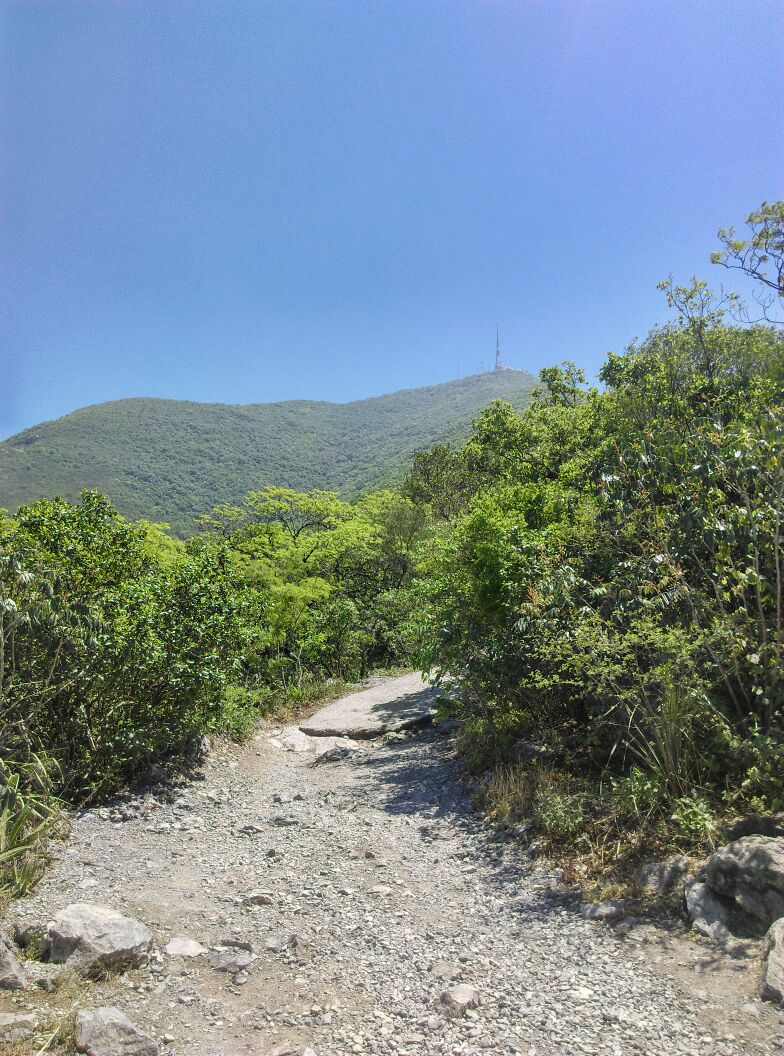
Sendero en el Cerro de la Silla II.
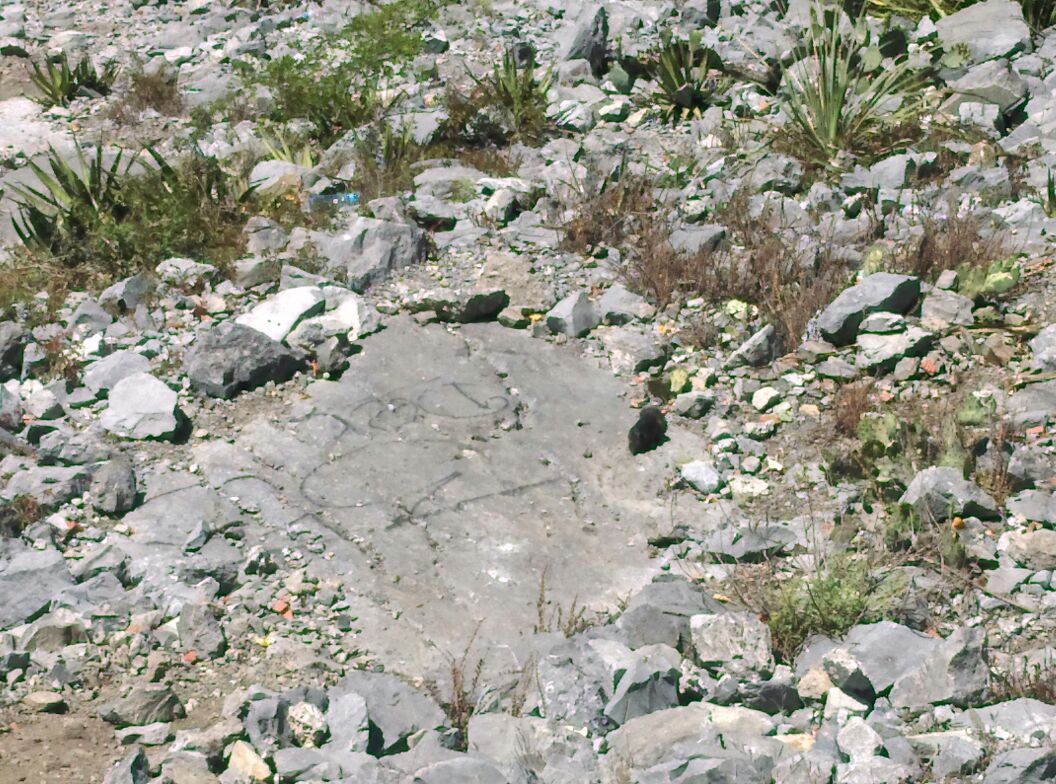
Ardilla negra.
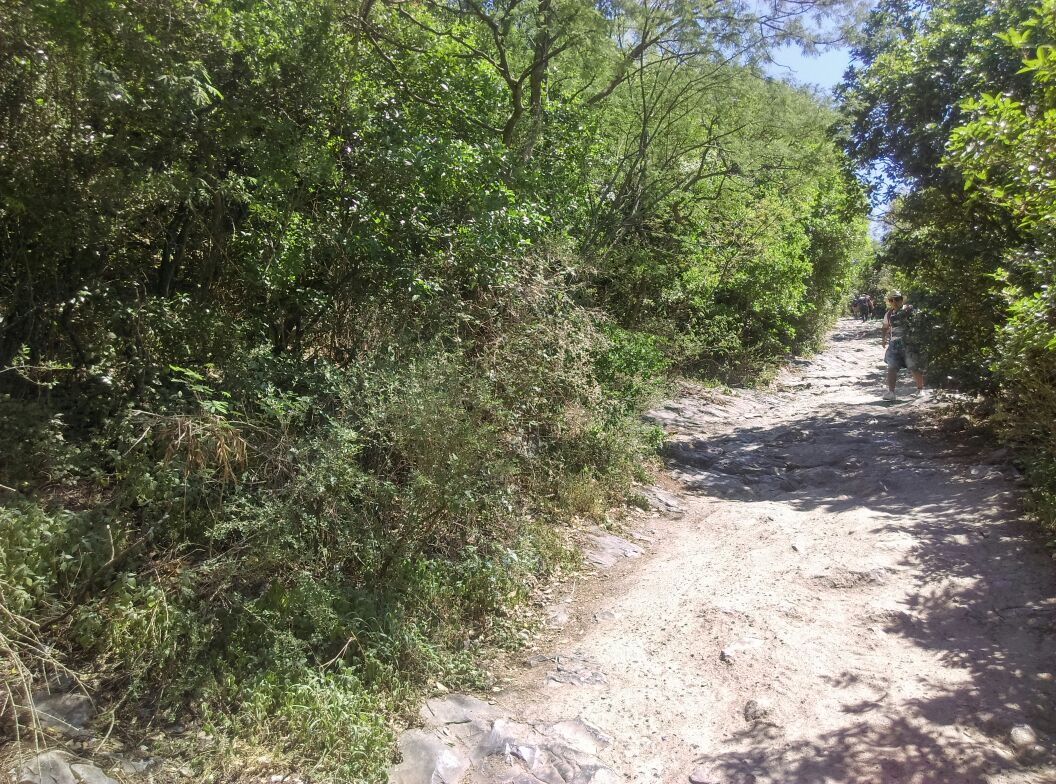
Sendero en el Cerro de la Silla III.
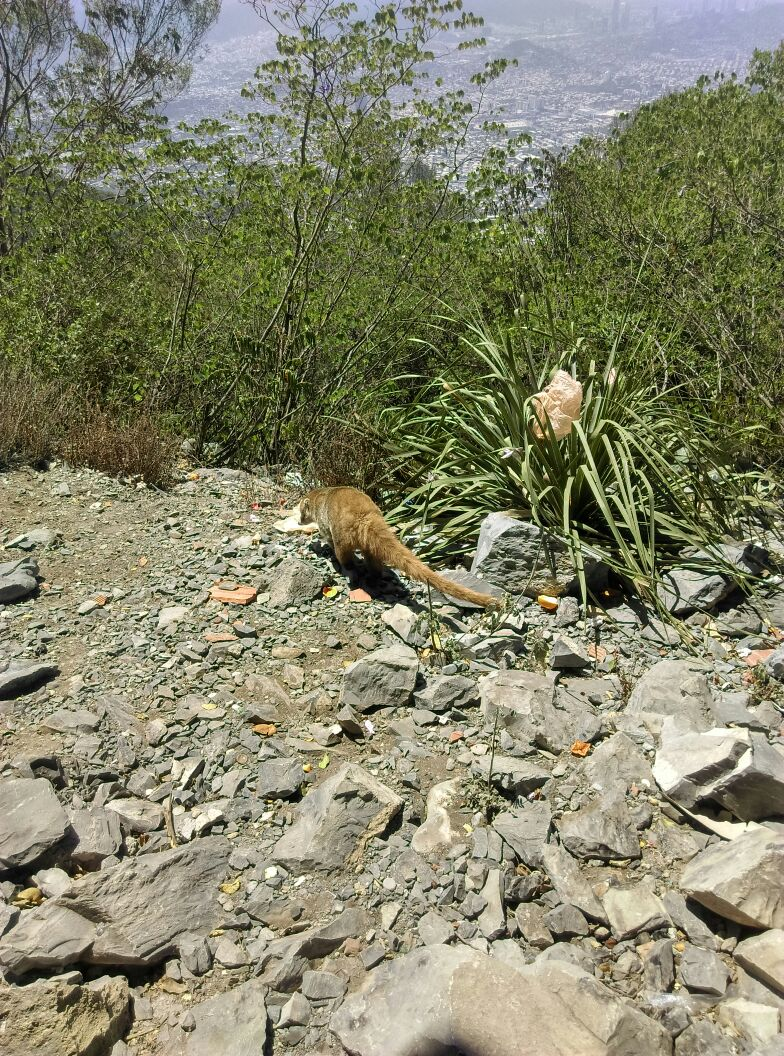
Coatí en el Cerro de la Silla.
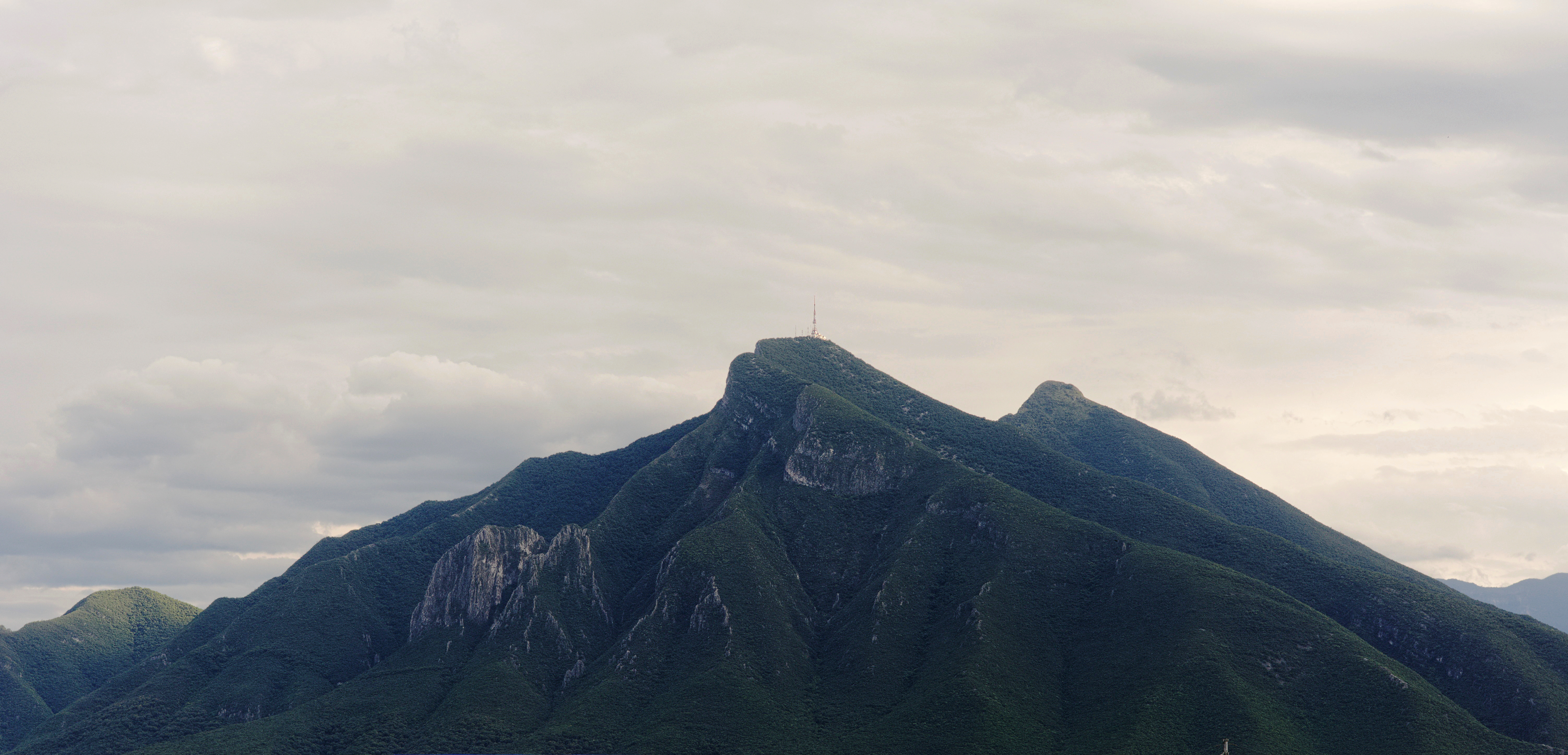
Cerro de la Silla visto desde Guadalupe
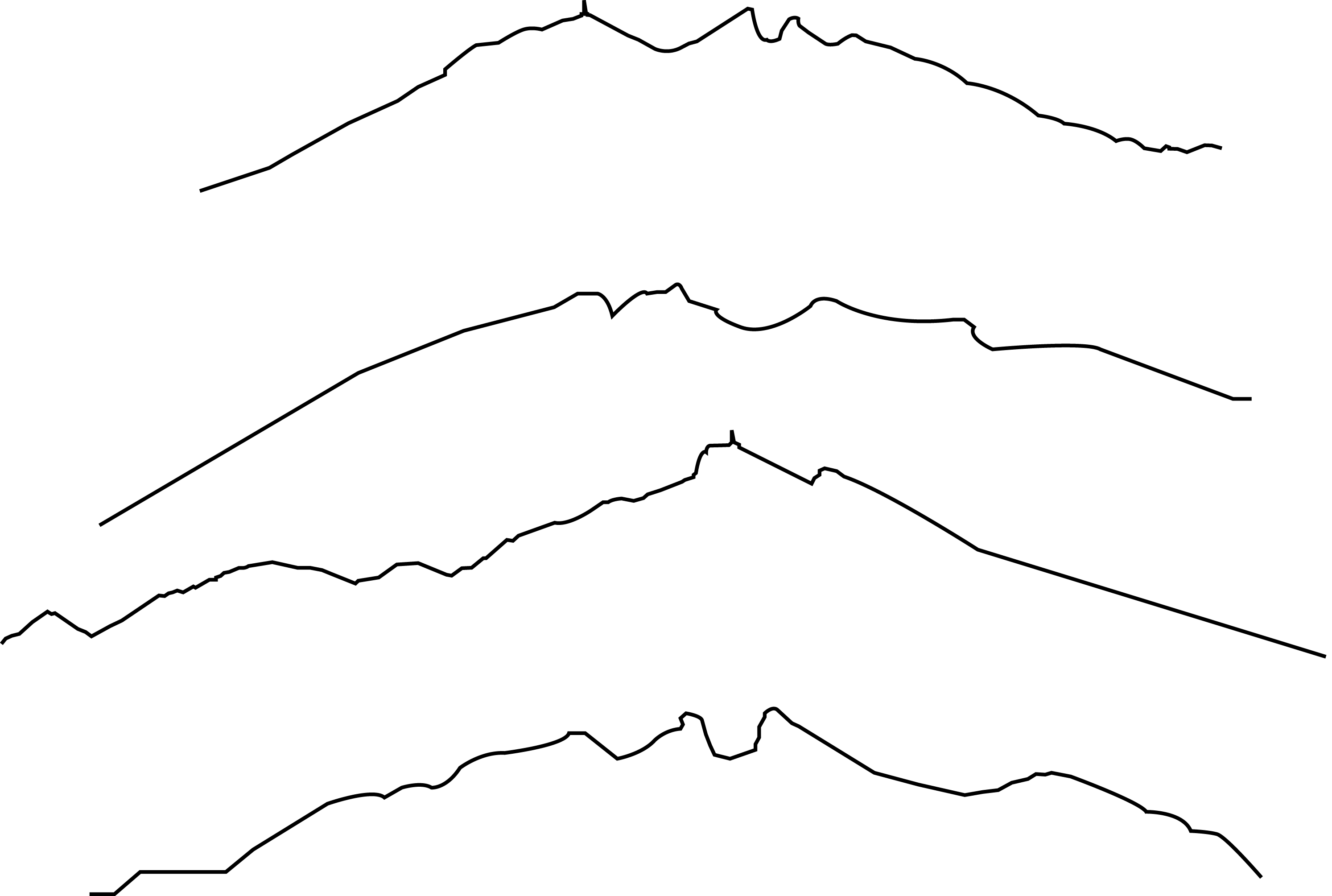
Siluetas características del Cerro de la Silla visto desde distintos angulos. 1 – frente, 2 y 3 – a los costados, 4 – por detrás.
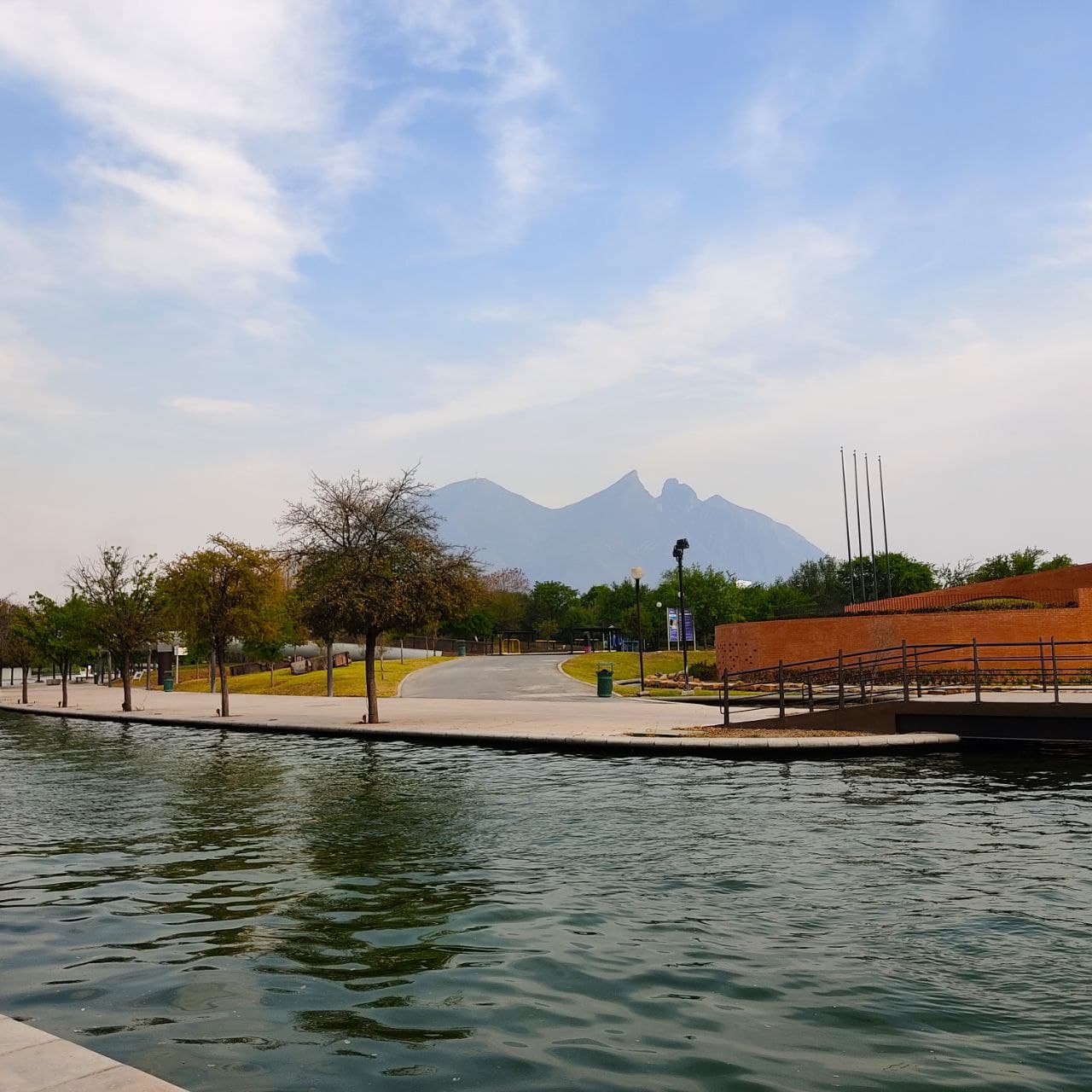
Desde Paseo Santa Lucía
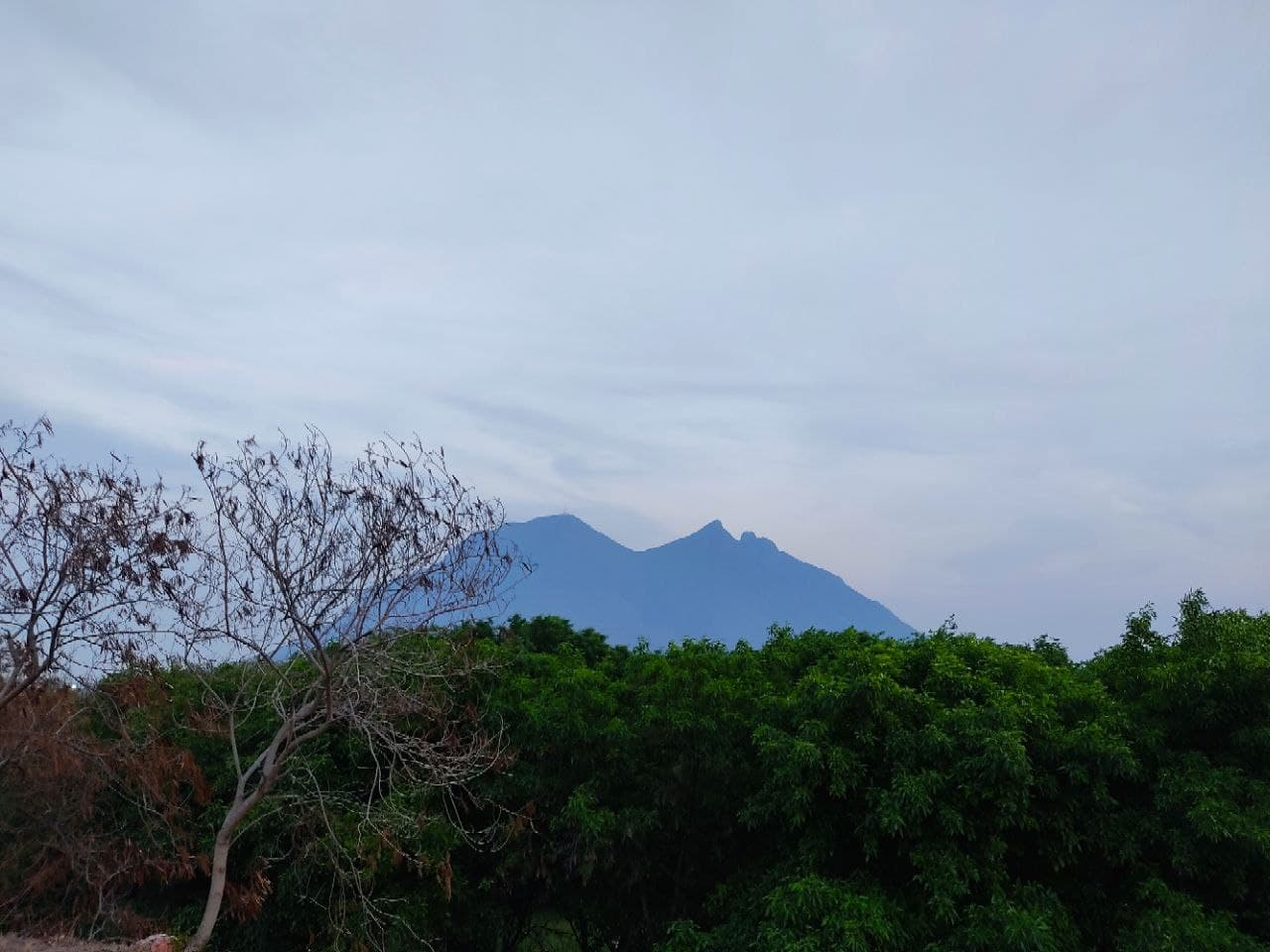
Visto desde el Parque Fundidora
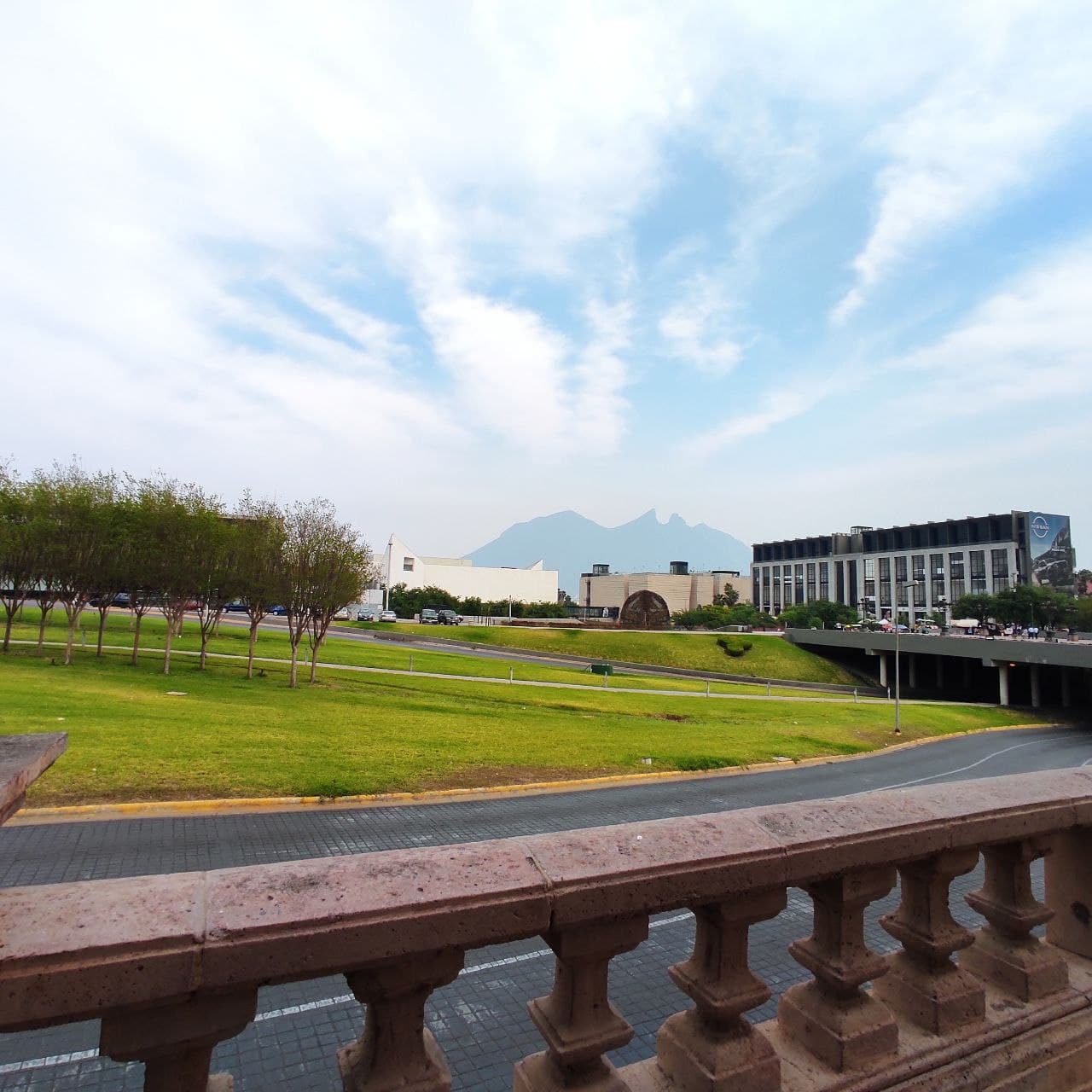
Visto desde el Palacio de Gobierno
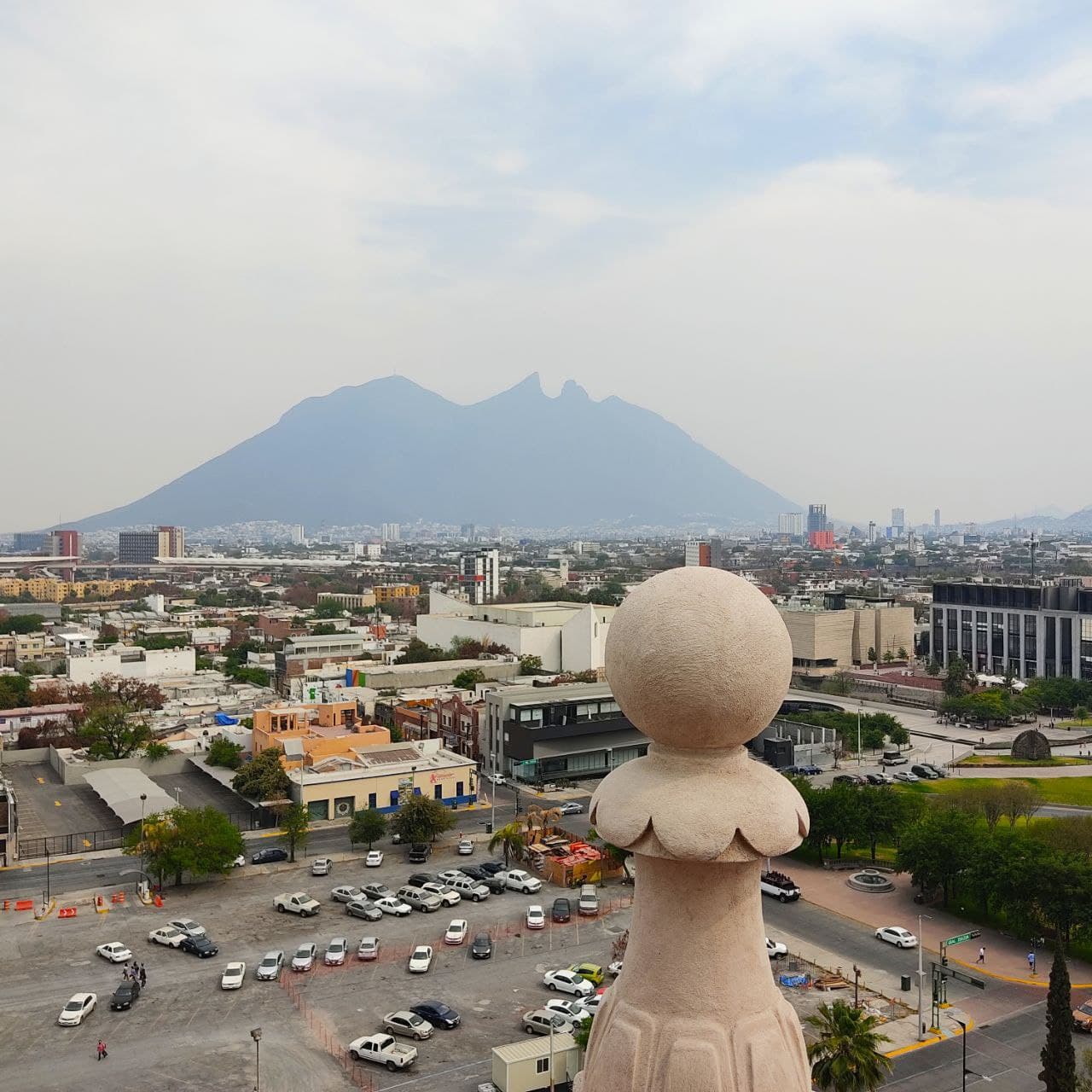
Visto desde el Antiguo Palacio Federal
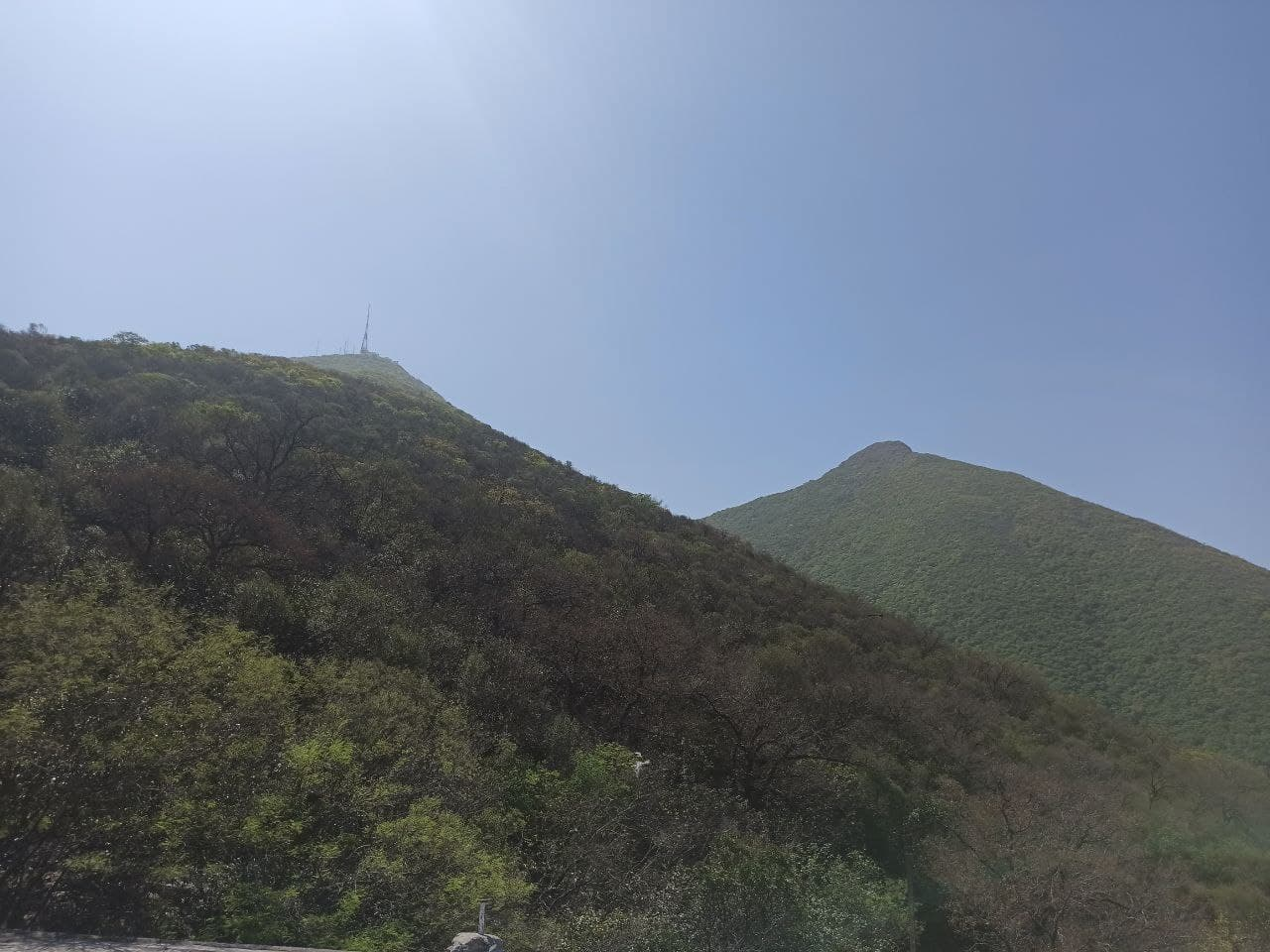
Picos Antena y Norte
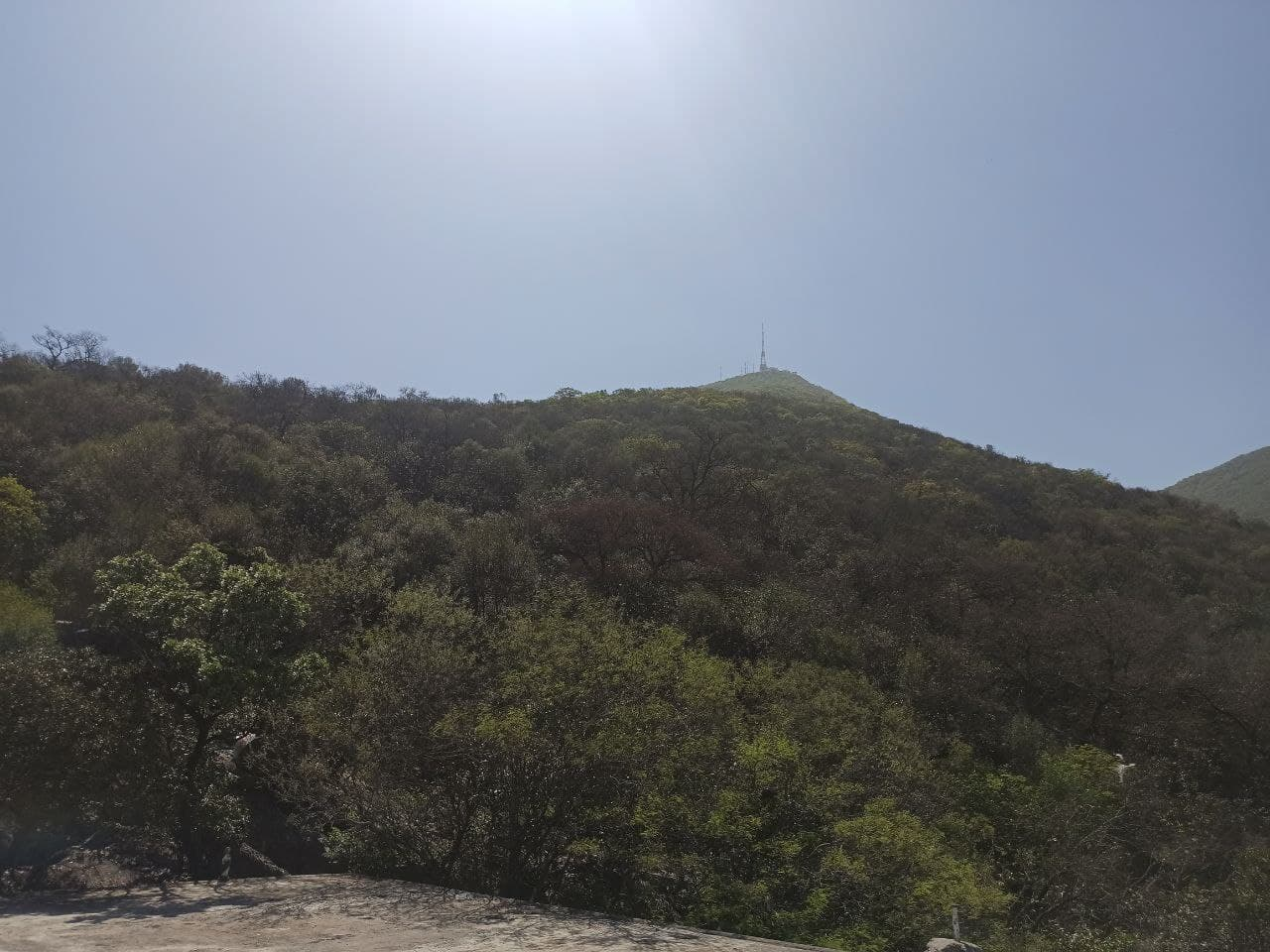
Pico Antena
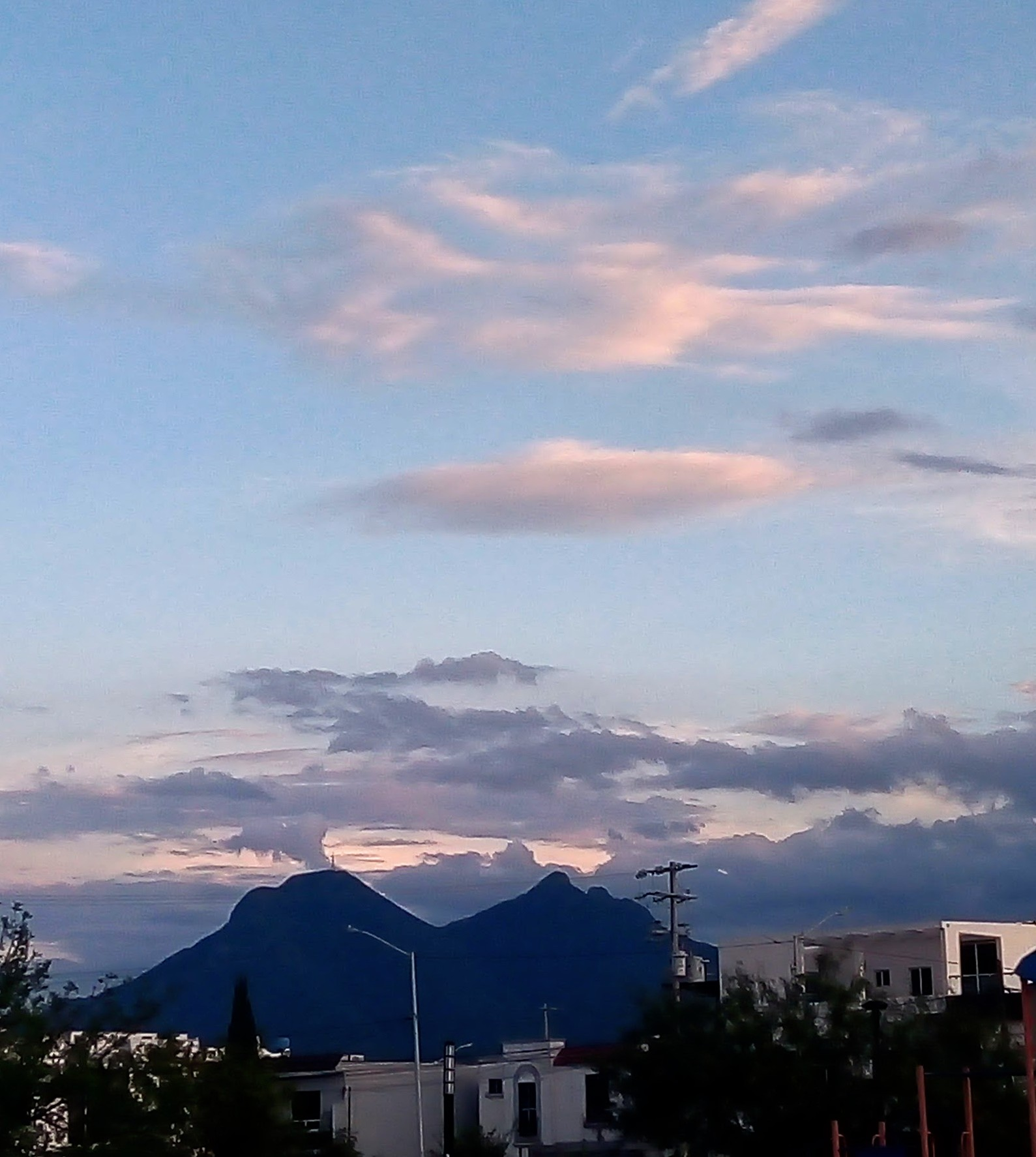
Nubes lenticulares en el Cerro de la Silla